# (A)Torzija
(A)Torzija\'\'\' é um filme de drama em curta-metragem esloveno de 2002 dirigido e escrito por Stefan Arsenijević. Vencedor do Urso de Ouro, foi indicado ao Oscar de melhor curta-metragem em live action na edição de 2004.

## Elenco
- Davor Janjic
- Admir Glamocak
- Emina Muftic
- Mirjana Sajinovic
- Almedin Leleta - Djecak